# Atelopus petriruizi
Espèce
Statut de conservation UICN

 CR A3ce : 
En danger critique
Atelopus petriruizi est une espèce d'amphibiens de la famille des Bufonidae.

## Répartition
Cette espèce est endémique du département du Caquetá en Colombie. Elle se rencontre à San Vicente del Caguán entre 1 750 et 2 500 m d'altitude dans le cordillère Orientale.

## Description
Les femelles mesurent de 19,4 à 21,2 mm.

## Étymologie
Cette espèce est nommée en l'honneur de Pedro Miguel Ruíz-Carranza.

## Publication originale
- Ardila-Robayo, 1999 : Una nueva especie de Atelopus A.M.C. Duméril & Bibron 1841 (Amphibia: Anura: Bufonidae) de la Cordillera Oriental de Colombia. Revista de la Academia Colombiana de Ciencias Exactas, Físicas y Naturales, vol. 23, no 86, p. 139-142 (texte intégral).